# Ступень Хиллари
Ступень Хиллари — крутой, почти вертикальный склон горы Эверест, имеющий высоту 13 метров. Представляет собой гребень из снега и льда, окружённый отвесными скалами. Этот участок горы назван в честь новозеландского исследователя и альпиниста Эдмунда Хиллари, который совершил своё первое восхождение на юго-восточный гребень горы 29 мая 1953 года. Ступень находится на высоте 8790 метров — половине пути от южной вершины до главной вершины Эвереста.
Преодоление ступени — весьма сложная задача, которая заключается в закреплении верёвки, которую провешивает первая поднимающаяся команда шерпов в сезоне. Проход через данный участок является узким и не позволяет пройти одновременно двум идущим друг другу навстречу альпинистам. В связи с большим количеством желающих подняться на Эверест на месте ступени появляются очереди к веревкам, что приводит к смертельно опасной потере времени для альпинистов.
В 2014 году появились новости, что непальские шерпы высказывались в поддержку планов установить стационарные лестницы на самом узком месте восхождения — «ступени Хиллари».
В мае 2016 года появилась информация, что землетрясение 2015 года в Непале изменило склон Эвереста в районе ступени Хиллари и теперь вместо ступени на этом месте находится участок склона.
21 мая 2017 года британский альпинист Тим Моздейл (Tim Mosedale) сообщил, что ступень Хиллари полностью уничтожена и на её месте находятся нагромождения камней, делающие проход последнего участка пути ещё более опасным.